# Kacem Slimani
Kacem Slimani (1 de julho de 1948 - 30 de novembro de 1996) foi um futebolista profissional marroquino, que atuava como defensor.

## Carreira
Kacem Slimani fez parte do elenco da histórica Seleção Marroquina de Futebol da Copa do Mundo de 1970.